# Вестерн Сідней Вондерерз
Футбольний клуб «Вестерн Сідней Вондерерз» (англ. Western Sydney Wanderers FC) — австралійський професіональний футбольний клуб з Сіднея. Клуб був заснований 2012 року Футбольною федерацією Австралії з метою заповнити місце в А-лізі, звільнене клубом «Голд-Кост Юнайтед». Домашній матчі команда проводить на стадіоні «Парраматта», що має 21 500 місць.

## Досягнення
- Чемпіон Австралії: 2012-13
- Фіналіст плей-оф чемпіонату: 2013, 2014